# Rêverie
Pour les articles homonymes, voir Rêverie (homonymie).

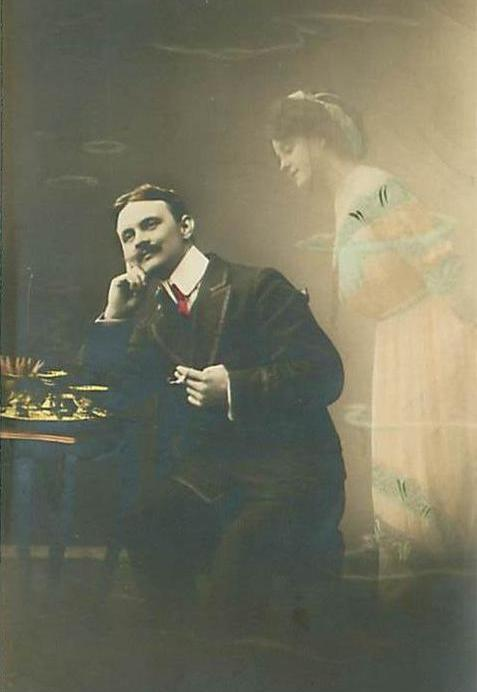
Gentleman rêveur, 1912.

La rêverie est une modification de l'état de veille d'un individu sous la forme d'un détachement mental momentané de son environnement réel immédiat. C'est une sorte de « rêve éveillé ».
Le phénomène de la rêverie est fréquent dans de nombreuses circonstances de la vie, qu'il soit volontaire ou involontaire. Pour les poètes, écrivains et artistes, il est lié à l'imagination et peut être source d'inspiration et faciliter la pensée. La culture populaire y trouve matière aux légendes et contes.
En psychanalyse, il s'apparente au rêve en tant que « rêve diurne ». La psychologie cognitive voit dans la rêverie un moyen de consolider les apprentissages.

## Histoire du mot
Le dictionnaire Larousse définit aujourd'hui la « rêverie » comme « une activité mentale dirigée vers des pensées vagues, sans but précis ».
Étymologiquement, le mot « rêverie » dérive du verbe « rêver », d'abord resver (vers 1130), puis rever susceptible de renvoyer à esver « vagabonder » par l'ancien français desver « perdre le sens ». Le dérivé resverie apparaît un peu plus tard, vers 1210 et pour reverie vers 1350. Le mot rêverie vers 1680 « signifie en ancien français “ébats tumultueux, réjouissance”, et aussi (v. 1210), jusqu'en langue classique, “délire, perturbation d'esprit due à la fièvre” puis “entêtement intéressé” et “fureur” (v. 1230) ».

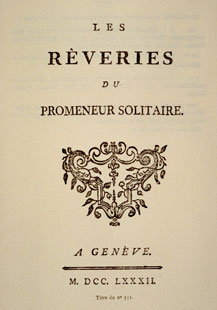
Jean-Jacques Rousseau, Les Rêveries du promeneur solitaire édition de 1782.

Les exemples donnés dans la littérature française et la pensée philosophique montrent l'évolution du sens du mot: au XVIe siècle, « rêverie », souvent péjoratif, désignait « une chose trompeuse, une chimère (1535) » et chez Mme de Sévigné, « faire une rêverie signifiait “concevoir une idée étrange” (1671, Mme de Sévigné) ».
Le sens moderne, une « “activité psychique non soumise à l'attention” apparaît chez Montaigne (v. 1580), d'où l'emploi par Descartes de recueil de rêveries (1631) ».
Mais le mot « rêverie » « ne prend sa résonance actuelle que dans la seconde moitié du XVIIIe siècle, avec Rousseau et le préromantisme » dans Les Rêveries du promeneur solitaire que Rousseau rédige vers 1776.
Le Robert historique de la langue française précise en dernier lieu que « les valeurs nouvelles ont fait disparaître les sens classiques […] surtout dans un contexte amoureux ».

## La rêverie dans la vie, la pensée, la création littéraire et artistique

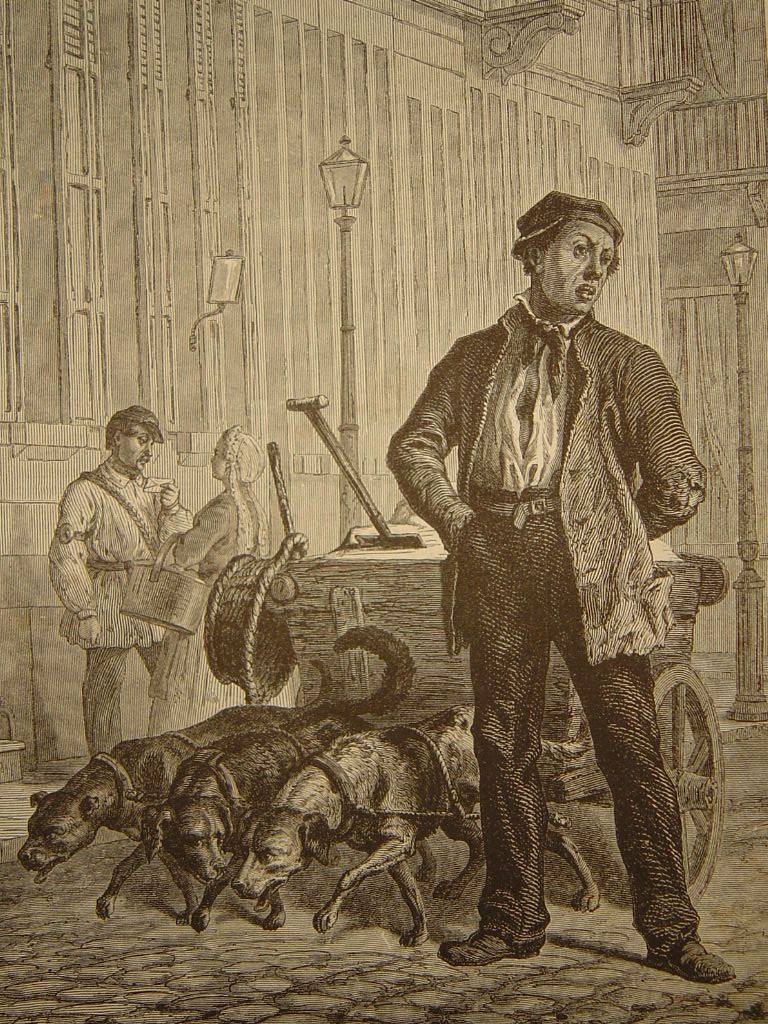
Le marchand de sable, L'Illustration européenne.

Dans le domaine culturel, les légendes et mythes de la culture populaire, la littérature et les arts interfèrent, parfois dans l'inspiration du même créateur. Le Marchand de sable du folklore qui laisse tomber du sable sur les yeux des gens pour les endormir se retrouve dans L'Homme à sable de E.T.A. Hoffmann qui est écrivain et musicien, dessinateur aussi.

### Culture populaire
De même que pour les mythes de l'Antiquité (voir Morphée), les légendes et contes dont les écrivains du XVIIe siècle (Charles Perrault en France) et les Romantiques allemands du XVIIIe et du XIXe siècle (les frères Grimm en Allemagne, Contes de l'enfance et du foyer) sont les rapporteurs, viennent de la tradition orale.
Au XXe siècle, une légende comme celle du Marchand de sable a été retravaillée avec les moyens audio-visuels pour la télévision (Bonne nuit les petits, 1962) à partir du Sandmännchen (« Le petit homme de sable ») de la télévision allemande.

### Création littéraire et artistique
Albert Béguin écrit en incipit de son ouvrage L'Âme romantique et le Rêve. Essai sur le romantisme allemand et la poésie française (1e éd., 1937): « Toute époque de la pensée humaine pourrait se définir, de façon suffisamment profonde, par les relations qu'elle établit entre le rêve et la vie éveillée ».

#### Littérature
Au cours d'un article de presse sur Kleist à la veille du XXIe siècle, Francine Martinoir reprend cette citation d'Albert Béguin, légèrement tronquée, dans son article « Le rêve éveillé de Heinrich von Kleist ».
- Dix-neuvième siècle « romantique »

Le romantisme allemand a beaucoup d'affinités avec le rêve éveillé, mais avec des différences selon les auteurs.

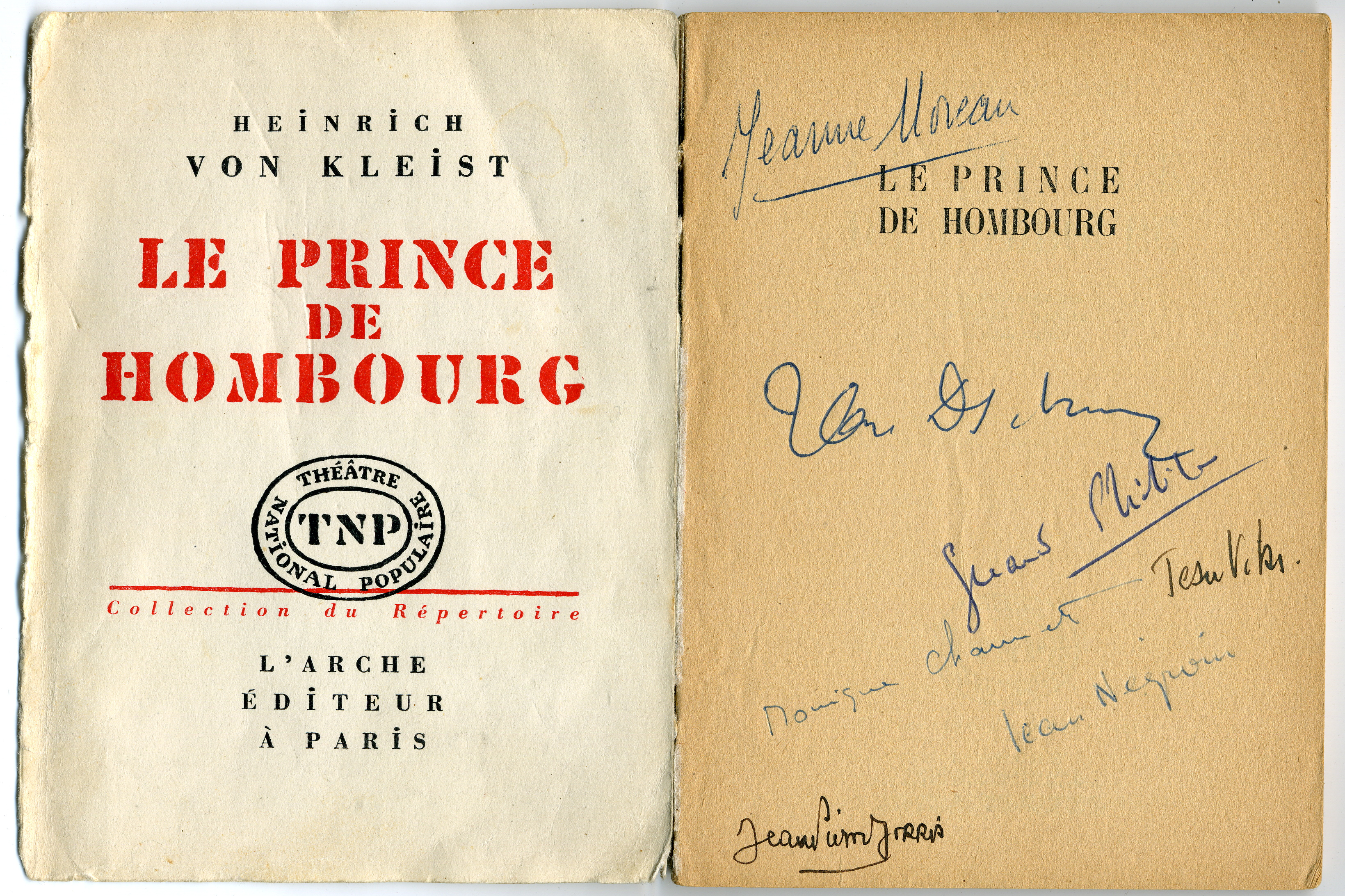
Festival d'Avignon 1952 : Jeanne Moreau, Jean Deschamps, Gérard Philipe, Monique Chaumette, Jean Vilar, Jean Negroni, Charles Denner…

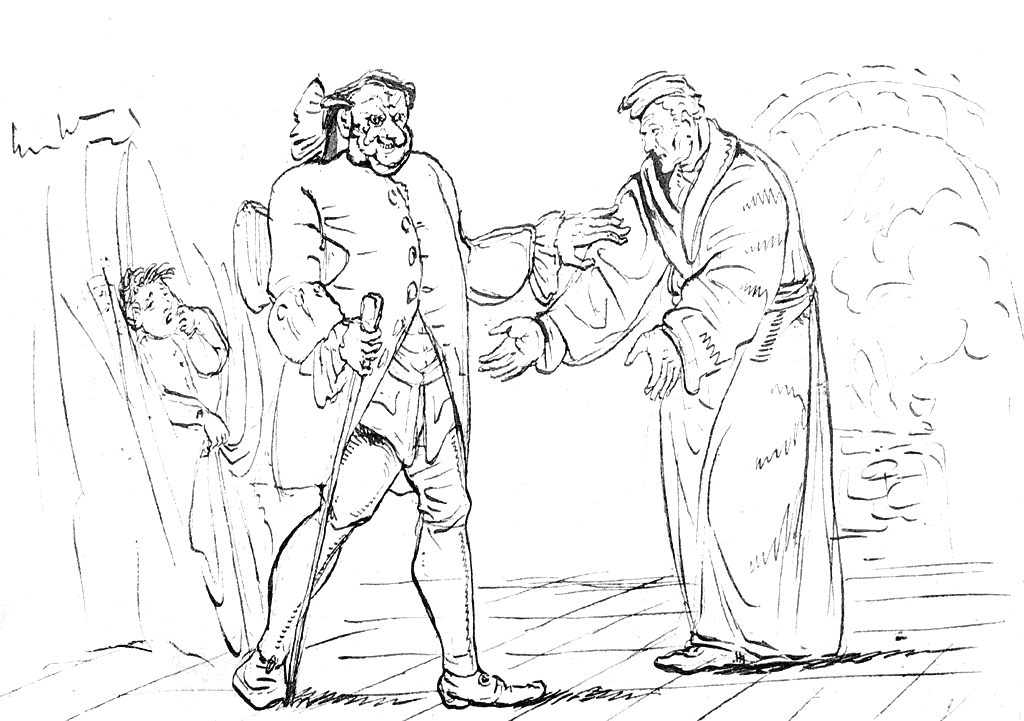
Dessin d'Hoffmann pour L'Homme au sable.

Certaines scènes des drames de Kleist montrent des personnages qui « agissent en somnambules et vivent sur un double plan de conscience ». Selon Albert Béguin, la question de Kleist est : « l'action consciente est-elle supérieure ou inférieure à l'action inconsciente ? ». Le « rêve éveillé » de gloire du héros dans Le Prince de Hombourg (1808-1810) et la perte de connaissance de l'héroïne dans La marquise d'O. (1805) offrent des exemples de « rêveries » à des degrés divers dans le théâtre, les nouvelles et la théorisation (Essai sur le théâtre des marionnettes, 1810) d'Heinrich von Kleist.
Dans l'index thématique du volume sur le XIXe siècle de la Collection Henri Mitterand. Littérature, le thème du « rêve » qui comprend implicitement celui de la « rêverie » concerne un assez grand nombre d'auteurs : Baudelaire, Flaubert, Hoffmann, Lautréamont, Nerval, Novalis, Rimbaud, Sand, Stendhal, Verlaine.
Le héros Nathanaël de L'homme au sable d'E.T.A. Hoffmann (Contes nocturnes, 1817), raconte le « cauchemar » vécu dans son enfance que signifiait pour lui la visite de Coppelius à son père. Ailleurs, l'œuvre « germanique » d'Hoffmann est dite « d'inspiration fantastique ou “surnaturaliste” ».
Pour Baudelaire influencé par Edgar Allan Poe, l'imagination qui « est la plus scientifique des facultés » doit être comme chez Edgar Poe « constructive imagination ».
Les commentateurs de Mitterand Littérature emploient véritablement le mot « rêverie » à propos d'un extrait d'Indiana de George Sand titré « Une rêverie parfumée ».
Chez Flaubert, les rêveries d'Emma Bovary sont des « fantasmes romantiques » partagés avec ceux de Flaubert lui-même qui s'en fait juge en fonction de son « réalisme » maîtrisé et critique.
- Vingtième siècle

Dans la première moitié du XXe siècle, La Nouvelle rêvée (Traumnovelle) d' Arthur Schnitzler parue en 1926 mélange la rêverie fantasmatique déclenchée autour de désirs sexuels d'ordre adultère chez chacun des deux partenaires d'un même couple avec la réalité de tous les jours et celle de la société viennoise de l'époque.
Les auteurs du volume de la Collection Mitterand Littérature XXe siècle distinguent désormais « Rêves et rêveries » dans leur index thématique où se trouve répertorié un nombre moindre d'auteurs que pour le XIXe siècle « romantique » : parmi les auteurs nommés, figure Marcel Proust dont est donné un extrait dans À la recherche du temps perdu. Le Côté de Guermantes. Les commentateurs relèvent à propos de cet extrait ré-intitulé de leur part « Le réel et les mots » : « une rêverie sur le pouvoir de suggestion des noms ».

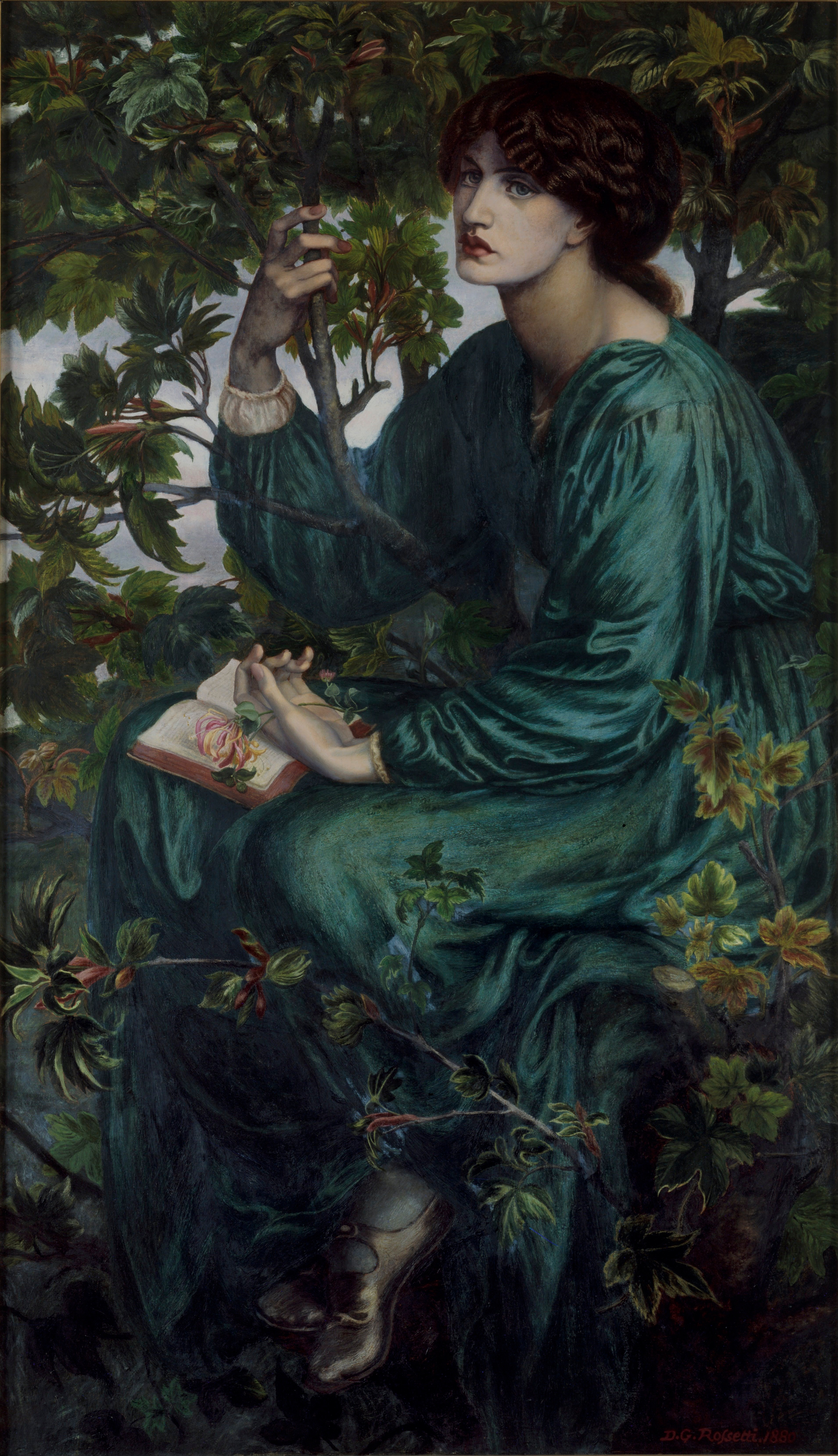
The Day Dream, avec pour modèle: Jane Morris,,.

#### Peinture
Parmi les peintres qui ont pris comme sujet « la rêverie »: Auguste Renoir (La rêverie, 1877), Berthe Morisot (Rêveuse, 1877), Dante Gabriel Rossetti ( The Day Dream, 1880).

#### Musique
« Rêverie » (Träumerei) est l'une des pièces de Scènes d'enfants pour piano (1838) de Robert Schumann.
Rêverie et caprice est une « romance pour le violon avec accompagnement d'orchestre » composée par Hector Berlioz en 1840.
Claude Debussy a composé Rêverie en 1880, une mélodie sur un poème de Théodore de Banville, ainsi qu'une pièce pour piano, Rêverie, en 1890.

Costume de Tom Cruise dans le film Eyes Wide Shut d'après La Nouvelle rêvée d'A. Schnitzler.

#### Cinéma
Des œuvres littéraires des siècles précédents, ainsi que des biographies romancées (biopics), font l'objet d'adaptations cinématographiques aux XXe et XXIe siècles.
La Marquise d'O.. est une adaptation par Éric Rohmer en 1976 de la nouvelle de Kleist.
Le Prince de Homburg de Kleist a été adapté au cinéma par Marco Bellocchio en 1997.
Dans Eyes Wide Shut (ou Les Yeux grand fermés) (1999) de Stanley Kubrick d'après la Traumnovelle (1926) d'Arthur Schnitzler, le cinéaste a transposé le récit de l'écrivain autrichien et viennois à New York aujourd'hui.
La réalisatrice autrichienne Jessica Hausner, dans Amour fou (2014), réinterprète dans le contexte culturel et intellectuel des années 2010 l'histoire du suicide d'Heinrich von Kleist en 1811.

## Psychanalyse
La rêverie se distingue à proprement parler du rêve tel que Freud l'étudie dans L'Interprétation du rêve (1900), au sens où elle se passe le jour et non pas la nuit. Mais aux yeux du psychanalyste, elle concerne aussi dans la culture populaire les contes et les mythes.

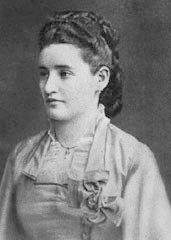
Anna O.

Dès les débuts de la psychanalyse, quand il va quitter sa pratique de l'hypnose pour passer à celle de la talking cure à laquelle mène l'analyse du « cas d'Anna O » durant sa collaboration avec Breuer (Études sur l'hystérie, 1895) et lors du cas Dora (1905), Freud est amené à s'intéresser à « toute une série d'états du Moi, de la rêverie aux états crépusculaires, précédant l'apparition d'un symptôme névrotique ». Paul Federn, parmi les premiers psychanalystes, dans ses travaux de recherche sur « les frontières du Moi » s'inscrit dans cette « continuité des premiers temps ». Dans le cadre de ses écrits en psychanalyse appliquée (Schriften zur angewandten Seelenkunde), Karl Abraham s'est penché sur le rapport entre le rêve et le mythe (K. Abraham, Traum und Mythus. Eine Studie zur Völkerpsychologie, 1909: « Rêve et mythe. Contribution à l'étude de la psychologie collective »). Le même thème a été traité par Otto Rank en 1912, Theodor Reik en 1915, 1920, 1921, et par Geza Roheim en 1921.
En psychanalyse, la « rêverie » en tant que concept est synonyme du « rêve diurne » (Tagtraum en allemand; day-dream en anglais) et proche de l' « état hypnoïde », terme introduit par Breuer. Comme pour le rêve nocturne, et selon la thèse de Freud dans L'interprétation du rêve, les rêves diurnes sont des « accomplissements de désirs », mais avec une « prédominance de l'élaboration secondaire » dans le travail du rêve afin de donner aux scénarios une plus grande cohérence. Le « rêve diurne » est également synonyme de « fantasme » (Phantasie) ou de « fantasme diurne » (Tagesphantasie).
Dans son texte La création littéraire et le rêve éveillé  (1908), Freud « compare celui-ci (qu'il appelle également “fantasme” ou “fantaisie”) au jeu de l'enfant auquel il succède », idée reprise par Donald Winnicott dans sa conception de « l'aire transitionnelle ». Les mythes, ajoute Roger Perron en citant Freud, sont « les rêves séculaires de la jeune humanité ».
La « capacité de rêverie maternelle » désigne chez Wilfred Bion « la manière dont la mère accueille les projections identificatoires de son bébé ».
Toujours selon Roger Perron, le processus analytique dans son ensemble « restitue cette situation primordiale » autant du côté de la « rêverie de l'analyste » que du côté de « l'association libre du patient ».

## Psychologie cognitive
Dans le domaine de la psychologie cognitive, des études montrent que la rêverie, à l'instar des rêves, participent à la mémorisation et à la consolidation des apprentissages. La rêverie peut également permettre à certains individus d'extérioriser un problème et d'atteindre un but. Une recherche par IRM montre que les zones cérébrales associées à des difficultés à résoudre des problèmes s'activent lors d'épisodes de rêverie,.
Selon Eric Klinger, il existe de nombreux types de rêveries, mais aucune définition précise chez les psychologues, bien qu'ils aient tous comme caractéristique la dissociation,. Dans les années 1980 Klinger démontre que la rêverie est liée à des événements ordinaires, de la vie de tous les jours. Sa recherche montre également que plus de 75 % d'employés, lors de « tâches ennuyeuses », comme les garde-côtes et les routiers, utilisent la rêverie comme « substitut à l'ennui ». 5 % des rêves d'employés contiendraient des pensées sexuelles, et rarement des pensées violentes.